# Volcán Maderas
Volcán Maderas es un volcán inactivo que se ubica en la isla de Ometepe, en el Lago Cocibolca, o Lago de Nicaragua, el otro es el Concepción, este último el único activo de la isla.

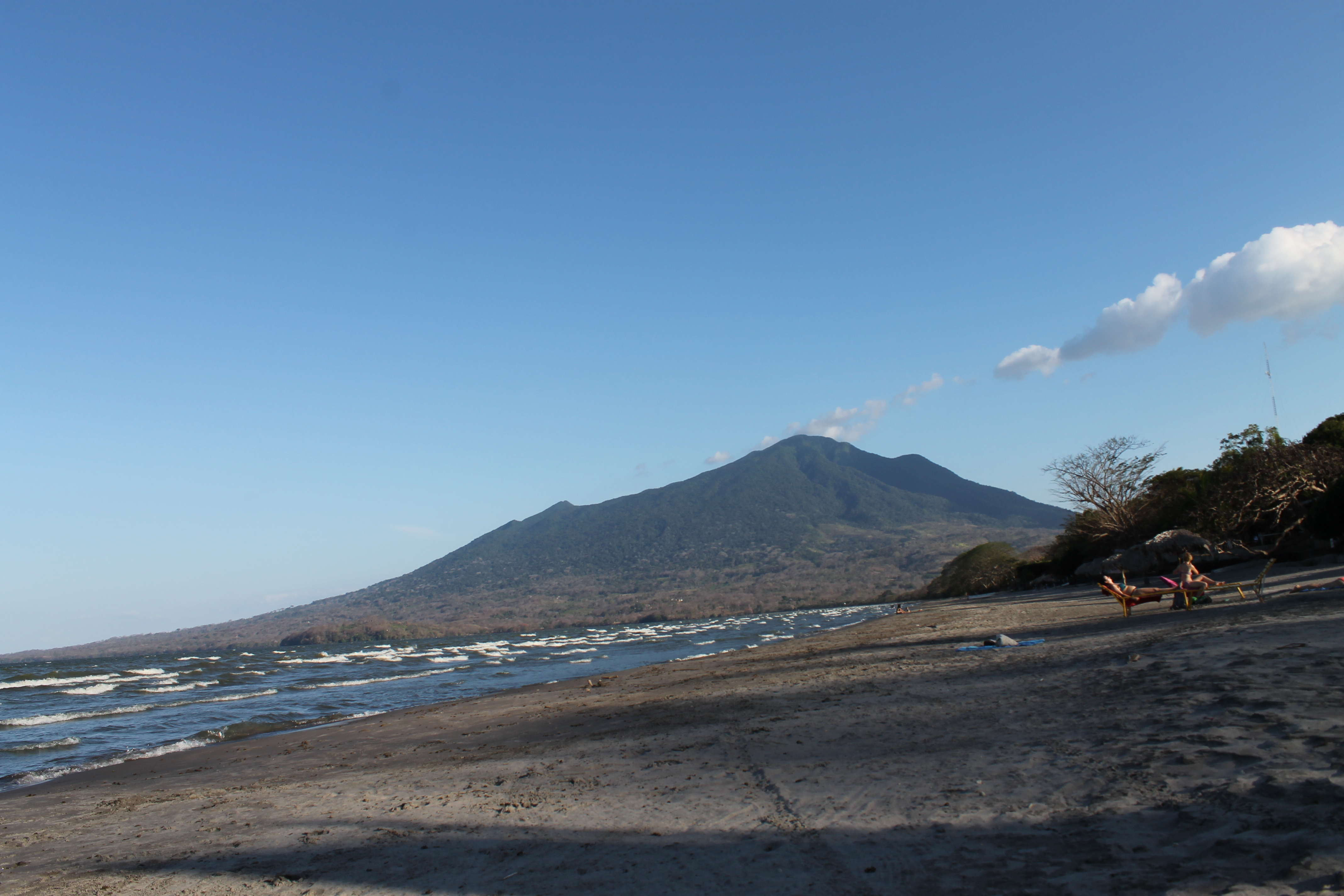
El volcán Maderas visto desde el extremo opuesto de la isla de Ometepe

Ambos volcanes, pertenecen al Cinturón de fuego del Pacífico, una cadena montañosa de origen volcánico que recorre la mayor parte de América del Norte, América Central y América del Sur.
Con una elevación de 1394 m s. n. m., el Maderas es fácilmente distinguible desde las ciudades que bordean al lago de Nicaragua (Granada, San Jorge, Rivas) y es una atracción importante en Ometepe por su belleza primitiva.

## Historia
Su última erupción tuvo lugar hace más de ocho siglos y hoy en día se le considera extinto; ya que su cráter se encuentra ahora ocupado por una pequeña laguna, lo cual aleja la posibilidad de una reactivación ígnea en su interior.
En la noche del 27 de septiembre de 1996, después de fuertes lluvias, ocurrió un deslave en el flanco noreste del volcán que destruyó el poblado "El Corazal". La avalancha de rocas, lodo y agua destruyó 36 casas y causó daños a los cultivos. Unas 250 personas fueron afectadas con un saldo fatal de cinco niños y un adulto.

## Reserva natural
La "Reserva natural Volcán Maderas" fue declarada mediante el Decreto 13-20, publicado en el diario oficial La Gaceta n.º 213 del 9 de septiembre de 1993.  Tiene una extensión de 4100 hectáreas y una elevación de  1394 m s. n. m. y un diámetro máximo en su base de 24 kilómetros.
En los bordes del volcán se ubican los poblados de San Ramón, Balgüe y Mérida. En las afueras de San Ramón existe la "estación biológica de San Ramón" en donde se brinda alojamiento y sirve de base para ascender hacia la cima del volcán.

### Laguna Maderas
La laguna Maderas cerca de la cúspide es una laguna cratérica de aguas frías de 400m x 150m caracteriza por tener márgenes pantanosas debido a la humedad del terreno.
Se dice que la laguna fue descubierta por Casimiro Murillo, un campesino que escaló el volcán el 15 de abril de 1930.

### Cascada San Ramón
Otro atractivo del volcán es la cascada de San Ramón de 50 metros de altura. Se localiza en la falda sur-occidental del volcán y dista unos 4 kilómetros del poblado de San Ramón perteneciente al municipio de Altagracia.

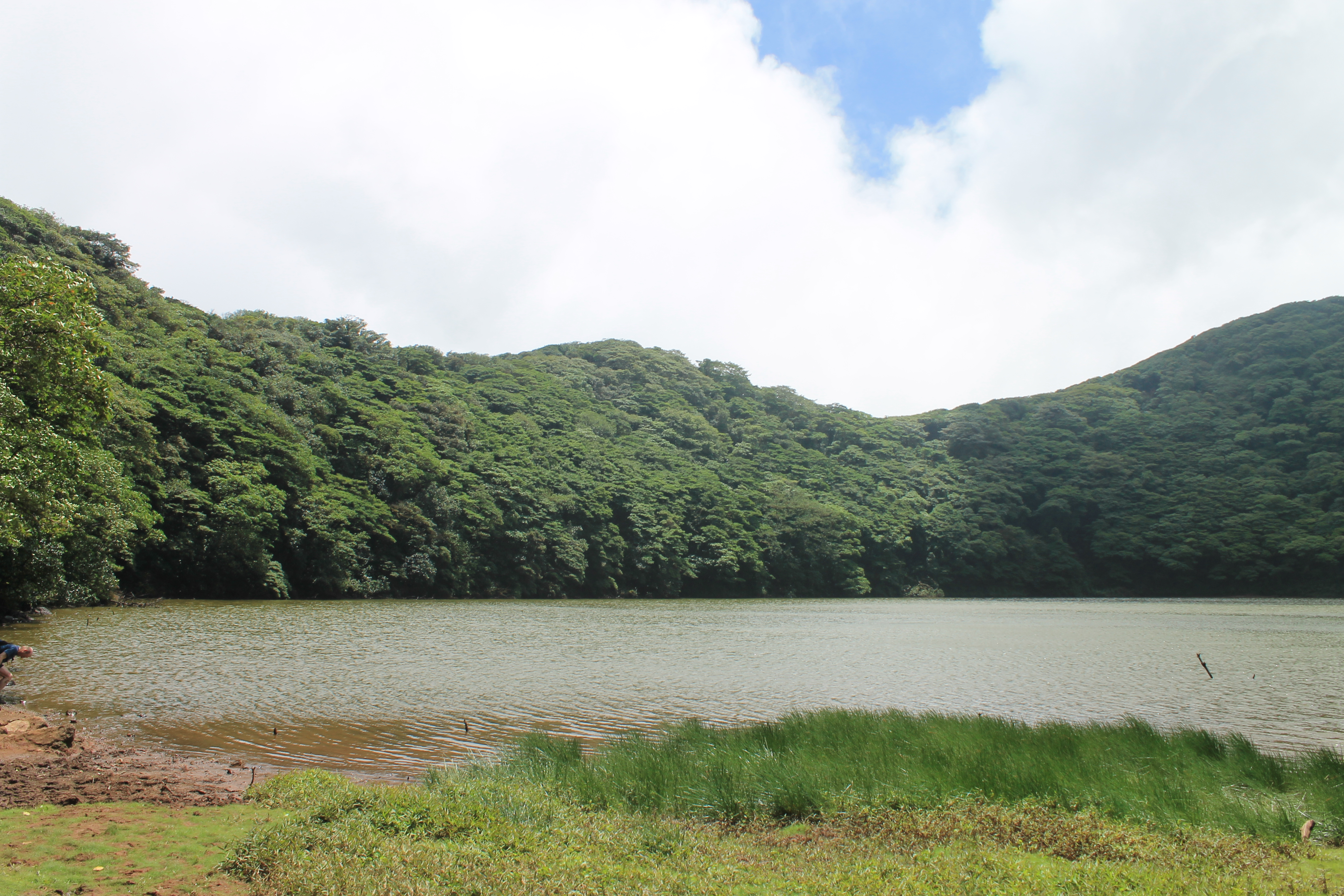
La laguna Maderas en la isla de Ometepe